# 宋春燮
宋 春燮（ソン・チュンソプ、朝鮮語: 송춘섭）は、朝鮮民主主義人民共和国の政治家。水産相、朝鮮労働党中央委員会委員。

## 経歴
出生地や生年月日は不明。2009年3月に最高人民会議第12期代議員に選出され、2014年10月に朝鮮中央通信で新浦市遠洋水産連合企業所技師長として紹介された。2016年3月には水産副相に進み、2017年7月には水産相に任命された。同年10月7日に開催された朝鮮労働党中央委員会第7期第2回総会で党中央委員会委員候補に補選され、2019年4月10日に開催された党中央委員会第7期第4回総会で党中央委員会委員に補選された。翌4月11日に開催された最高人民会議第14期第1回会議で水産相に再任された。

## 参考サイト
- 북한정보포털

| 先代姜英哲 | 水産相2017年 - | 次代現職 |